# Viudas negras, p*tas y chorras
Viudas negras, p*tas y chorras es una serie de televisión de comedia negra argentina emitida por TNT. Sigue la vida de dos antiguas amigas que en su juventud trabajaban como viudas negras, pero en el presente llevan otro estilo de vida y algo de ese pasado resurge para perseguirlas. Está protagonizada por Pilar Gamboa y Malena Pichot. La serie se estrenó el 27 de junio de 2025, mientras que la temporada completa fue lanzada al día siguiente en Flow.
La serie fue creada por Pichot y producida por la compañía Pampa Films. La fotografía principal inició el 14 de octubre de 2024 en Buenos Aires.
El primer adelanto de la serie se transmitió durante los cortes comerciales de la 97.ª edición de los Premios Óscar emitida por TNT y HBO Max para América Latina. En mayo de 2025, se emitió un segundo avance durante la gala de los premios Platino.

## Sinopsis
La historia se centra en Maru y Micaela, dos amigas que en su juventud se dedicaban al oficio de viudas negras. En el presente, cada una siguió su camino, por un lado Maru vive en una casa lujosa en un barrio cerrado con su esposo y tiene nuevos amigos de clase social alta, mientras que Micaela abrió su propia peluquería. Sin embargo, un día se reencuentran cuando Paola, una vieja conocida, con quien están en deuda y les encarga la misión de secuestrar a un joven empresario bajo la amenaza de revelar su pasado, por lo cual, Maru y Micaela vuelven a la acción, pero se dan cuentan que ya perdieron sus habilidades, por lo que reclutan a dos jóvenes chicas para entrenarlas y cumplir con el trabajo antes que se acabe el tiempo.

## Elenco

### Principal
- Pilar Gamboa como Marina «Maru» Traverso
- Malena Pichot como Micaela Goyena

### Secundario
- María Fernanda Callejón como Paola Menéndez
- Mónica Antonópulos como Magdalena «Maggie» Achával Williams
- Marina Bellati como Mecha Mechado
- Minerva Casero como Rocío
- Agustina Tremari como Antonella
- Paula Grinszpan como Pía Pinto
- Alan Sabbagh como Pablo Stubrin
- Julián Lucero como Cristian Traverso
- Jerónimo Bosia como Lucas Romero
- Noralih Gago como Nelly
- Mónica Raiola como Chichita
- Rocío Saldeña Meza como Susi
- Catalina Vera como Clarita Stubrin
- Ramiro Lucci como Brian
- Santino Lucci como Heber

### Participaciones
- Benjamín Rojas como Juan Cruz
- Juan Francisco Isola como Daniel
- Nicolás Pauls como Fernando
- Esteban Prol como Sergio
- Pedro Merlo como Camilo
- Emilia Mazer como Raquel Gussi
- Georgina Barbarossa como Adriana
- Tomás Limansky como Nacho
- Jonathan Toledo como Fabián
- Julián Kartun como Walter
- Pachu Peña como Marcos Gussi / Lorenzo

## Episodios
| N.º | Título              | Dirigido por       | Escrito por                                  | Fecha de lanzamiento original |
| --- | ------------------- | ------------------ | -------------------------------------------- | ----------------------------- |
| 1   | «El reencuentro»    | Nano Garay Santaló | Malena Pichot, Julián Lucero y Ariana Saiegh | 27 de junio de 2025           |
| 2   | «El plan»           | Nano Garay Santaló | Malena Pichot, Julián Lucero y Ariana Saiegh | 4 de julio de 2025            |
| 3   | «Barbitúricos»      | Constanza Novick   | Malena Pichot, Julián Lucero y Ariana Saiegh | 11 de julio de 2025           |
| 4   | «Oxidadas»          | Constanza Novick   | Malena Pichot, Julián Lucero y Ariana Saiegh | 18 de julio de 2025           |
| 5   | «El trombón»        | Nano Garay Santaló | Malena Pichot, Julián Lucero y Ariana Saiegh | 25 de julio de 2025           |
| 6   | «Club de pelotudas» | Nano Garay Santaló | Malena Pichot, Julián Lucero y Ariana Saiegh | 1 de agosto de 2025           |
| 7   | «Walter»            | Nano Garay Santaló | Malena Pichot, Julián Lucero y Ariana Saiegh | 8 de agosto de 2025           |
| 8   | «Mitad de cuadra»   | Nano Garay Santaló | Malena Pichot, Julián Lucero y Ariana Saiegh | 15 de agosto de 2025          |

## Recepción

### Comentarios de la crítica
La serie recibió críticas positivas por parte de la prensa. Guillermo Courau de La Nación destacó que «la serie resulta un entretenimiento disfrutable, apoyada en dos pilares muy sólidos: su estilo narrativo y el talento actoral». María Eugenia Capelo de Infobae elogió a Pichot en su rol de creadora, guionista y actriz, ya que logró aportar «una voz distintiva y desafiante al proyecto» en tanto «su trabajo se refleja en un guion que combina frescura y provocación», y «la dirección de Nano Garay y Coca Novick imprime un ritmo ágil y una estética que refuerza la tensión entre lo que parece y lo que realmente es».